# Пупкевич, Тадеуш Карлович
Тадеуш Карлович Пупкевич — советский хозяйственный, государственный и политический деятель, член ЦК КПСС.

## Биография
Родился в 1937 году в деревне Королевцы. Член КПСС с 1969 года.
С 1955 года — на хозяйственной, общественной и политической работе. В 1955—1989 гг. — рабочий одного из зерносовхозов в Восточно-Казахстанской области, в рядах Советской Армии, ученик машиниста экскаватора в тресте «Эстонсланец», крановщик треста «Эстонсланецстрой» Управления строительства Совнархоза Эстонской ССР, слесарь-монтажник треста «Печенгникельстрой» Управления строительства Мурманского совнархоза, слесарь треста «Эстонсланецстрой», помощник машиниста экскаватора, механик участка карьера № 1, бригадир экскаваторной бригады разреза «Нарвский» производственного объединения «Эстонсланец» Министерства угольной промышленности СССР
Указами Президиума Верховного Совета СССР от 21 апреля 1975 года и от 2 марта 1981 года награждён орденами Трудовой Славы 3-й и 2-й степеней.
Указом Президиума Верховного Совета СССР от 29 апреля 1986 года награждён орденом Трудовой Славы 1-й степени.
Избирался народным депутатом СССР. Делегат XXVIII съезда КПСС.
Живёт в городе Силламяэ.